# Clyde Fenton
Clyde Cornwall Fenton (Warrnambool, Austrália, 16 de maio de 1901 - 28 de fevereiro de 1982, Malvern, Austrália) foi um aviador famoso no Território do Norte, na Austrália. Formado na Universidade de Melbourne, era um médico que voava para onde fosse preciso. Foi o primeiro médico do tipo na Austrália. Pilotava a sua própria aeronave, sem equipamentos de navegação ou cartas, e aterrava frequentemente em qualquer pedaço de terra que desse para aterrar.